# Gropa

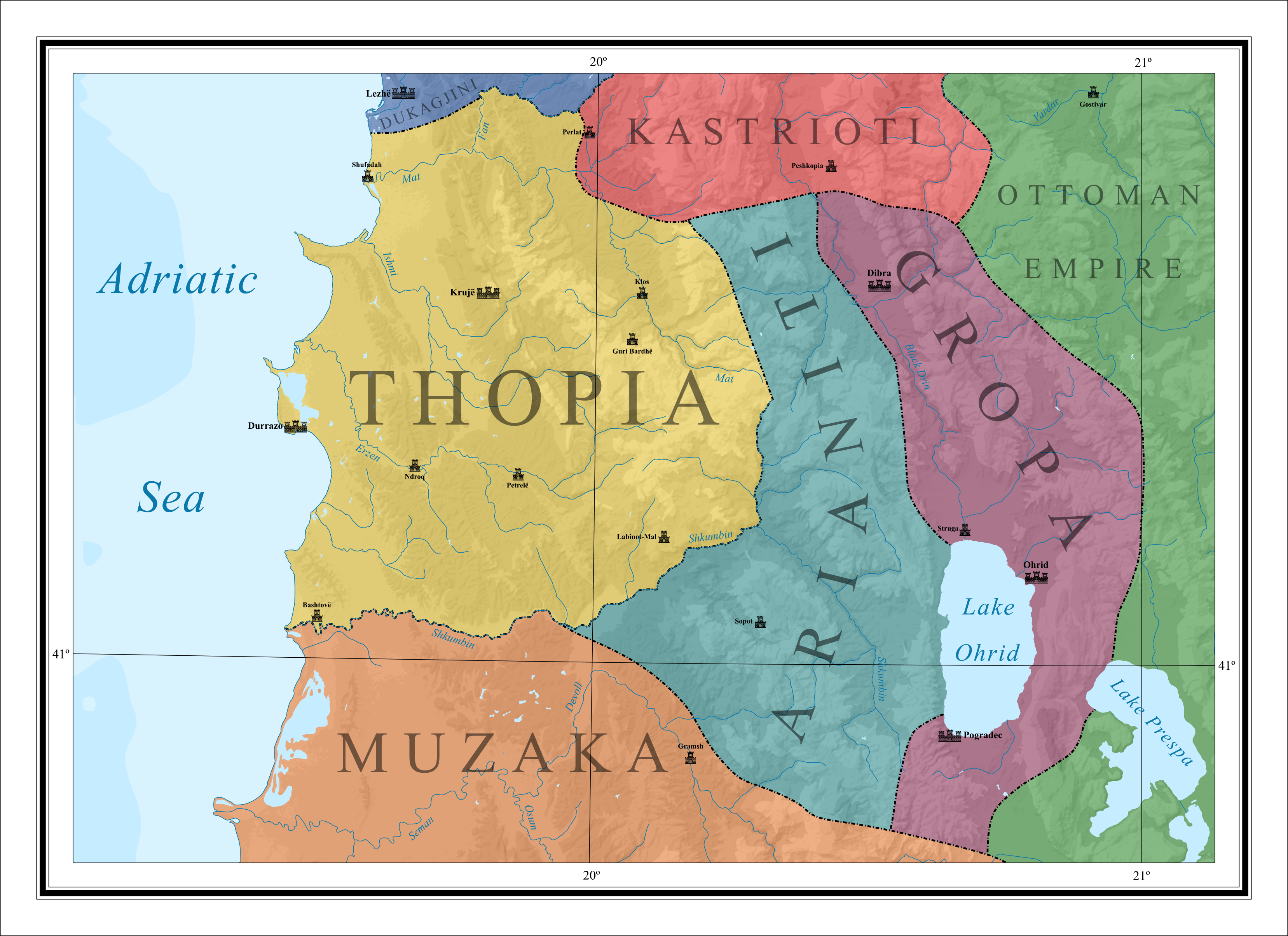
I domini delle famiglie nobili albanesi Thopia, Arianiti e Gropa (fine XIV sec.).

I Gropa erano una famiglia nobile albanese che governò la regione tra Pogradec, Ocrida e Debar nel periodo tra il XII e il XIV secolo. Nel XIII secolo si ritiene che i membri della famiglia Gropa fossero cattolici, ma nel XIV secolo si convertirono all'ortodossia a causa dei rapporti politici con l'arcivescovado di Ocrida.

## Storia
All'inizio del XIII secolo Paolo Gropa, nobile albanese, deteneva il titolo bizantino di sebastos. Come parte del Regno d'Albania, Paolo Gropa ottenne estesi privilegi da Carlo I di Napoli il 18 maggio 1273: "nobili viro sevasto Paulo Gropa "casalia Radicis maioris et Radicis minons, пeс non Cobocheste, Zuadigorica, Sirclani et Craye, Zessizan sitam in valle de Ebu". Un membro della famiglia Gropa, Andrea Gropa, governò la regione e la città di Ocrida come alleato del re di Serbia Vukašin Mrnjavčević fino alla sua morte nel 1371 e in seguito fu in rivalità con suo figlio, il principe Marko. Governando come sovrano indipendente dai tempi di Vukasin divenne de jure indipendente dal principe Marko nel 1371 e venne chiamato col titolo di Župan e Gospodar di Ocrida (Signore di Ochrid). Si unì al sovrano albanese e nobile Andrea II Muzaka e riuscì a conquistare entro quell'anno Kostur, Prilep e tutta la regione di Dibër da Marko. Durante il regno di Andrea, la famiglia Gropa coniava le proprie monete. Si credeva che la famiglia Gropa avesse preso parte alla coalizione balcanica della battaglia del Kosovo contro gli ottomani.
Zaccaria Gropa è menzionato da Athanase Gegaj come uno dei comandanti militari delle forze di Scanderbeg. I discendenti della famiglia Gropa erano presenti in Sicilia alla fine del XV secolo, e si sarebbero poi ritrovati in tutta l'Italia meridionale e a Zante in Grecia.

## Membri
- Paolo Gropa (fl. 1273), vassallo di Carlo I di Napoli nel Regno d'Albania
- Andrea Gropa (fl. 1377–1385), vassallo del re serbo Vukašin e Marko, poi impero ottomano
- Zaccaria Gropa (fl. 1457), socio di Moisi Dibra
- Aidin Gropa, signore di Vrezhda nel corso del XIV secolo